# كثيب (رواية)
كثيب (بالإنجليزية: Dune) هي رواية خيال علمي ملحمية من تأليف الكاتب الأمريكي فرانك هربرت عام 1965، نُشرت في الأصل على شكل سلسلتين منفصلتين (رواية عالم كثيب عام 1963-1964 ورواية نبي كثيب عام 1965) في مجلة الخيال العلمي التناظري والواقع. تعادلت مع رواية هذا الخالد [الإنجليزية] لروجر زيلاسني في جائزة هوغو لأفضل رواية وفازت بجائزة نيبولا الافتتاحية لأفضل رواية عام 1966. وهي الجزء الأول من سلسلة سجلات كثيب. وهي واحدة من أكثر روايات الخيال العلمي مبيعًا في العالم.
تدور أحداث رواية كثيب في المستقبل البعيد في مجتمع إقطاعي بين النجوم، ينحدر من البشر الأرضيين، حيث تسيطر العديد من العوائل النبيلة على الإقطاعيات الكوكبية. وتحكي قصة الشاب بول آتريديز، الذي تقبل عائلته وصاية كوكب أرَّاكس. ورغم أن الكوكب عبارة عن أرض صحراوية قاحلة غير مضيافة وقليلة السكان، إلا أنه المصدر الوحيد للمِزَاج، أو الـ«اسبايس»، وهو عقار يطيل العمر ويعزز القدرات العقلية. والمِزَاج ضروري أيضًا للملاحة الفضائية، وهو ما يتطلب نوعًا من الوعي المتعدد الأبعاد والاستبصار الذي يوفره العقار فقط. ولأن المِزَاج لا يمكن إنتاجه إلا على أرَّاكس، فإن السيطرة على الكوكب مهمة مرغوبة وخطيرة. وتستكشف القصة التفاعلات المتعددة الطبقات بين السياسة والدين والبيئة والتكنولوجيا والعاطفة الإنسانية حيث تواجه فصائل الإمبراطورية بعضها البعض في صراع من أجل السيطرة على أرَّاكس وتوابلها.
مسيح كثيب، وذرية كثيب، والإمبراطور الإله كثيب، وهراطقة كثيب، ومقر الأخوية. وبعد وفاة هربرت في عام 1986، واصل ابنه برايان هربرت والمؤلف كيفن أندرسون السلسلة في أكثر من اثنتي عشرة رواية إضافية منذ عام 1999.
كانت تحويل الرواية إلى السينما صعبة ومعقدة بشكل سيئ السمعة. في سبعينيات القرن العشرين، حاول صانع الأفلام الشهير أليخاندرو يودوروفسكي صنع فيلم مقتبس من الرواية. بعد ثلاث سنوات من التطوير، تم إلغاء المشروع بسبب الميزانية المتزايدة باستمرار. في عام 1984، تم إصدار فيلم مقتبس من إخراج ديفيد لينش وسط ردود فعل سلبية في الغالب من النقاد وفشل في شباك التذاكر، على الرغم من أنه اكتسب لاحقًا قاعدة جماهيرية كبيرة. تم أيضًا تحويل الكتاب إلى مسلسل قصير على قناة ساي فاي عام 2000 بعنوان كثيب لفرانك هربرت وتكملته عام 2003، ذرية كثيب لفرانك هربرت (يجمع الأخير بين أحداث مسيح كثيب وذرية كثيب). تم إصدار فيلم مقتبس آخر، من إخراج ديني فيلنوف، في 21 أكتوبر 2021، وحقق مراجعات إيجابية. حقق الفيلم 434 مليون دولار في جميع أنحاء العالم وتم ترشيحه لعشر جوائز أوسكار، بما في ذلك أفضل فيلم، وفاز في النهاية بستة. يغطي فيلم فيلنوف تقريبًا النصف الأول من الرواية الأصلية؛ تم إصدار تكملة تغطي النصف الثاني من القصة في 1 مارس 2024، وحظيت بإشادة النقاد وحققت 711 مليون دولار في جميع أنحاء العالم.
كما تم استخدام السلسلة كأساس للعديد من ألعاب الطاولة وألعاب لعب الأدوار وألعاب الفيديو.
منذ عام 2009، تم اعتماد أسماء الكواكب من روايات كثيب لتسمية الحياة الواقعية للسهول والميزات الأخرى على قمر زحل تيتان.

## الأصول

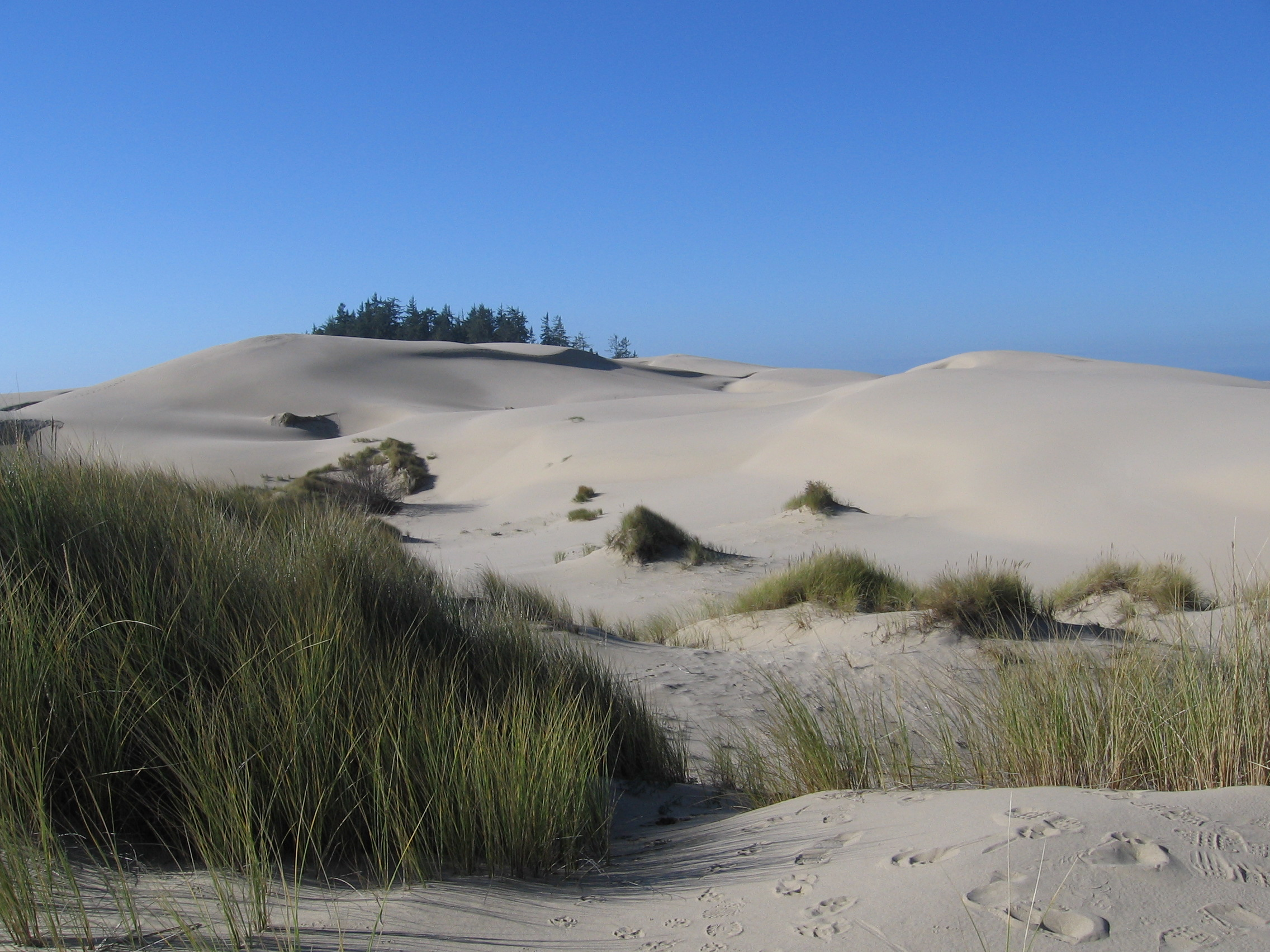
كثبان رملية في فلورنسا في ولاية أوريغون التي كانت بمثابة مصدر إلهام رواية كثيب

بعد أن نُشرت روايته (التنين في البحر) عام 1957، سافر هربرت إلى فلورنس في ولاية أوريغون، في الشمال الأقصى من منطقة أوريغون دنس الطبيعية. حين كانت وزارة الزراعة في الولايات المتحدة الأمريكية تحاول استخدام أعشاب جدباء لتحقيق الاستقرار في كثيب الرملية المدمرة. قام هربرت برفع خطاب إلى وكيله الأدبي «ليرتون بلاسنقيم» أن كثيب المتحركة من الممكن «أن تبتلع مدن بأكملها وبحيرات وأنهار وطرق سريعة.» وكتب هربرت مقالاً عن كثيب بعنوان: (هم يوقفون الرمال المتحركة) ولم يُنشر إلاّ بعد عقود في (الطريق إلى كثيب) لكن هذا البحث كان بداية لاهتمامه بالبيئة.
أمضى هربرت السنوات الخمس التالية في الكتابة والبحث وتنقيح عمله الأدبي الذي عرض في نهاية المطاف في شكل سلسلة في مجلة المحاكاة من 1963 إلى 1965 كعملين قصيرين: «عالم كثيب ونبي كثيب». كرس هربرت عمله «إلى البشر الذين يجاهدون للذهاب إلى ما وراء الأفكار في العالم المادي والحقيقي، إلى علماء البيئة في الأراضي الجافة، أينما كانوا وكيفما عملوا، هذا المجهود للتنبوء يكرس لهم لتواضعهم». تم توسيع السلسلة وإعادة كتابتها وتقديمها إلى أكثر من عشرين ناشر، إلا أن الجميع رفضها، الرواية التي تعرف اليوم باسم (كثيب) نشرت في نهاية المطاف في مكتبة شيلتون من قبل دار نشر كانت معروفة بطباعة كتالوجات السيارات.

## الملخص

### إطار الأحداث
تدور أحداث الرواية في المستقبل بعد أكثر من 20,000 سنة، وقد استقرت البشرية في عدد لا محدود من الكواكب الصالحة للسكن، التي تُدار من قبل الطبقة الأرستقراطية العظمى التي تدين بالولاء إلى الإمبراطور شادوم الرابع.
وعلى الرغم من تعدد أشكال العلوم والتكنولوجيا التي طُورت في القرن العشرين، إلا أن الذكاء الصناعي والكمبيوتر كانا ممنوعين نظرًا لغياب هذا النوع من التكنولوجيا. إذ استطاع البشر أن يُطوروا عقولهم لتصبح قادرة على أداء المهام المعقدة جدًا، وهذا يشمل الحوسبة العقلية، وهي مهمة يضطلع بها مِنتات المدربين.
أما طبقة الأخوية السرّية المحتكرة والتي تسمى بالبِني جيسيرِت في ذلك المجتمع فقد كانت تعتمد على القدرات العقلية والجسدية التي يوفرها لهم مسحوق المِزَاج، وكان أعضاؤها يأملون تعزيز الجنس البشري عبر السيطرة عليه من خلال تربيته وفق منهجهم، وقد مرت «طبقة البيني جيسرت» بملايين السنوات من التربية وفق هدفها لإنتاج ذكر يسمى (كازورت هيدراش) من المفترض أن يكون قادرًا على الوصول إلى ذاكرات الأسلاف، حائزًا على «القوى العقلية الحيوية» التي سوف تمكنه من العبور عبر الفضاء والزمن. وكانت طبقة البيني جيسرت أيضًا تُدير نقابة الفضاء التي تتولى إحتكار قوانين السفر ما بين النجوم ويقوم أعضاؤها بضمان (مِزَاج) إذ يعتمد ملاحوهم الـ«هيغلينر» على رؤيتهم الغيبية التي توفر رسمًا آمنًا للمسافرين على سفنهم، ويملك هؤلاء الملاحون قوة شحن هائلة قادرة على نقل المئات من المركبات الفضائية ما بين النجوم في سرعة تفوق سرعة الضوء معتمدين في ذلك على مسحوق التوابل نفسه «المِزَاج» المفيد لخواص الشيخوخة وإمكانية التنبوء والتبصر المحدودة، ولا يمكن الحصول عليه إلا في صحراء كوكب أرَّاكس فقط، مما أكسبه قيمة عالية جدًا حتى إنه يُستخدم كعملة تبادلية في العديد من الحالات، وتسيطر مؤسسة (شاوم) على توزيع المِزَاج وهي ذات المؤسسة التي تحدد الدخل والنفوذ لكل من البيوت العظمى.
أحداث القصة تقع في كوكب أرَّاكس المغطى بالكامل بنظام بيئي صحراوي شديد القسوة والعدوانية، وهو كوكب ذو كثافة سكانية منخفصة يعيش فيه شعب فرمِن المتجولون، والمقاتلون الشرسون الناجون من الظروف المناخية القاسية والذين يربكون الديدان الضخمة ويستخدمونها في تنقلاتهم. لدى الفرمِن أيضا طقوس معقدة ونظام يركز على قيمة وأهمية الماء وحفظه في كوكبهم القاحل، فهم ينظرون للبصاق على أنه تحية تعبر عن الاحترام، ويرون أن للدموع قيمة عالية وتعتبر أعظم هدية يمكن للفرد إهداءها، بل ويحفظون الماء المقطر من أجساد موتاهم.
الرواية تشير إلى أن الفرمِن تكيفوا مع البيئة من الناحية الفيسلوجية، فدمائهم قادرة على التجلط في الحال لحفظ كمية الماء المهدرة (الدم يحتوي على نسب عالية من الماء). ثقافة الفرمِن تقدر المِزَاج المُهدد من هجمات الديدان العملاقة والتي تنجذب إلى أي نشاط غير معتاد في كثيب. بِني جيسيرِت المبشرون قاموا بزرع الأديان والتنبؤات في (أرَّاكس) كما فعلوا ذلك في كواكب أخرى سكانها من المؤمنين بالخرافات. وقد أعطى الدين شعب الفرمِن الإيمان بالمهدي الذكر، الذي تقول فيه النبؤة: أنه سيأتي في يوم موعود في المستقبل من خارج العالم ليحول الكوكب لعالم سعيد ورحب وهذه فكرة تشبه فكرة المهدوية في الإسلام والتي تؤمن بمهدي يظهر آخر الزمان.

### مؤامرة
لقد أثارت الشعبية الزائدة لليتو في منظمة لاندسراد ذات التوجهات السياسية خوف الإمبراطور شادم الرابع وعائلته من عائلة اتردايس. لهذا السبب أمر الإمبراطور باجتماع طارئ للعائلة الحاكمة. كان من ضمن ما قرره شادم، هو تدمير عائلة اتردايس، ولكن ليس بالشكل العلني الذي قد يتسبب في غضب منظمة لاندسراد وبالتالي حدوث حرب أهلية. وبدلا من ذلك رمى تفكير الإمبراطور إلى استغلال الخلاف القديم بين عائلتي اتردايس وهاركونن للتغطية على المعتدي عبر إستغلال سلطة فلاديميرهاركونن لطردهم من إقطاعية كالادان.الجدير بالذكر إن هذه الإقطاعية محمية بقوات عسكرية مدربة تحت سلطة عائلة هاركونن.
إن شادم يحاول إغراء ليتو وجذبه لقبول إقطاعية اراكيس الثرية والتابعة لـ «كوكب التوابل» وقد كانت مملوكة سابقة لعائلة الهاركونن. إن سيطرة ليتو المطلقة على كوكب يتصدر في مجال إنتاج التوابل يعني إطلاق العنان لنفوذ عائلة اتردايس التي حُرمت من المال والسلطة قديما.
إن تعقيد المسائل السياسية هي ثيمة بارزة لنجل الدوق بول اتردايس الذي ينتمي لمجموعة البيني جزرت التي تمتهن السياسة والدين وتروض قدرات منتسبيها عبر برنامج طويل الأمد. وكجزء من المكيدة فقد قررت محظية ليت جاسيكا إن تلد وريثا ذكرا لليتو وبسبب قدراتها كعضوه في البيني جزرت فإنها كانت قادرة على تبين جنس المولود.
لقد كان ليتو واثقا في إن المؤامرات تحاك حوله. وفي نفس الوقت مؤمنا بأن عائلة اتردايس قادرة على صد الهجمات الأولى للهاركونن. في الوقت الذي يقوم فيه بعمل تحالف مع عائلة فيرمين الصحراوية الذي يأملون في حلف.
لكن كل المؤشرات تقول بأن اتردايس ليست قادرة بأية حال على الصمود أمام توحش الهاركونن المدعوم من قبل جيش الساردكار الذي يرتدي أيضا نفس زي قوات الهاركونن وبسبب وجود أناس مشكوك بولائهم أيضا داخل عائلة اتردايس مثل ولنغتون الطبيب الذي حظي بفرصة لاستكمال تعليمه الطبي. أضف إلى ذلك إن تشتت عائلة اتردايس يجعلها غير قادرة على صد أي هجوم مضاد ووجود الخونة يجعل من السهل تسليم أي عنصر من العائلة أو حتى ليتو نفسه إلى جحيم الهاركونن.
لقد تم القبض على واحد من أنصار العائلة من قبل قوات السارداكار وهو توفير هاوات الذي يتميز بذكاء اصطناعي محوسب بصفته (منتات) وكذلك تم اعتقال آخر وهو الجندي الشاعر هالكسكيب غرني بمساعدة مهربين سريين الذي انضم إليهم بالفعل لاحقا، وكذلك تم قتل دانكن آيداهو القائد العسكري المسؤول وهو يدافع عن ليت ومحظيته جيسيكا.
وأما الطبيب لونغتون المشكوك بولائه لعائلته الاتردايس قد قام بزرع أسنان سامة في فلم ليت أملا في تصفية بارون الهاركونن بسبب عداء شخصي معه. لكن لسوء الحظ فقد تمكن البارون من القضاء على لنغتون وإعدامه بسبب عدم الثقة. بالمقابل تمكن ليت من قتل الموالي الكبير للبارون وهو بيتر المشهود لهم بأنهم ذوي ذكاء اصطناعي خارق (منتات) وذلك إثناء مثوله أمام الهاركونن بينما نجا البارون من شر أسنان ليت وأيضا الآخرون من حاشيته وأنصاره بما فيهم توفير هاوات لم يصبهم أي مكروه.
لقد تعلم بول قدرات وأسرار فتاة البيني جزرت جيسيكا من قبل أمه. وفي نفس الوقت انضموا للفرمن في الصحراء وتعلموا منهم الكثير وبالمقابل كانت الأم والابن يعلمون الفرمن طريقة الويردنج وهي أسلوب قتالي فريد لدى جماعة البيني جزرت.
أصبحت جيسيكا قسيسة لدى البيني جزرت بفعل شرب ماء الحياة السام وهي حامل بابنتها وهو الحمل الثاني لها. وتمتلك هذه الابنة التي لم تولد بعد نفس قدرات الأم. أما بول فقد أخذ محب الفرمن تشاني وتبناه كابن له.
وتمر السنوات، يدرك بعدها بول بأن الفرمن لهم قوى لا يشق لها غبار بشكل يمكنها من هزيمة السارداكار واسترجاع إقطاعية ارادكس الغنية بالتوابل. وبسبب النهج الغذائي للفرمن إضافة إلى قواه الخارجة كـ (منتات) جعلته شخصا قادرا على التنبؤ بالأحداث في المستقبل كما تنبأ المسيح لهم، كما انه يعد نفسه من الفرمن. بازدياد نفوذ بول فقد بدأ مشروعه الجهادي ضد حكم الهاركونن باسمه الجديد الذي أطلقه عليه الفرمن موديب. لقد تنبأ موديب إن جهاد الفرمن سيتمد لحرب على مستوى كوني لتجنب الخمول الجيني.
يبدي بارون الهانكونن والإمبراطور قلقا متزايدا بسبب الحماس والنزعة المتطرفة التي تبدو على موديب ولم يضعوا في حسبانهم إن موديب قد يكون هو القائد بول الذي كانوا يظنون انه قد مات بالفعل. لقد قرر بارون الهاركونن التآمر لإرسال ابن أخيه وولي العهد روتا فيد كبدلاء لابن أخيه غلوسو رابان المسؤول عن الكوكب على أمل كسب رضا واحترام سكان الكوكب.
رغم ذلك فان الإمبراطور مصدر للشك دائما من قبل البارون ولا يثق به ولأجل ذلك يرسل دائما جواسيس في محظيه لمراقبة تحركاته.
يشرح هاو شكوك الإمبراطور قائلا: من المعروف إن السارداكار قوة وجيش لا يقهر وقد تدربوا في سجن الكوكب سلوسا سيكندوز الذي يتمتع بظروف قاسية لدرجة كافية للبقاء. إن الإمبراطور خائف من إن تكون اراكيس بمثابة انطلاقة للبارون لتجنيد قوة تنافس السارداكار كما كان تنوي عائلة الاتراديس بالضبط قبل إن يتم القضاء عليها. وهنالك مخاوف أخرى من إن يتحالف بول مع غرني !
إن غرني بكامل ولائه للاتردايس مقتنع تماما بأن جيسيكا هي الخائن الذي تسبب في القضاء على العائلة وقتلت قريبا قبل أن يتم إيقافها من قبل بول. وقد كان بول يقول بأن منظومته الغيبية لم تتوقع حدوث هذا الأمر بالذات، لهذا السبب قرر بول إن يشرب الماء السام للحياة ليؤكد وضعه كـ كويستز هيدرتش التي تشير للعظمة وكونه المسيح.
بعد عدة أسابيع وبول في حالة يزرى لها قريبا من الموت، يأتي ليؤكد قواه التنبؤية وانه قادر على رؤية كل شيء في الماضي والحاضر والمستقبل. وبرؤيته للسماء يؤكد إن الإمبراطور والهاركونن قد حشدوا قواتاً عظيمة لغزو كوكب الأرض واستعادة السيطرة عليه. ويؤكد بول إن فقدان السيطرة على الإنتاج في كوكب التوابل باراكيس قد يتسبب بردة فعل تدمر جميع التوابل على هذا الكوكب لذا يجب عدم إغراق الحقول بماء الحياة السام.
في هجوم قوي لتصفية الفرمن، تم قتل كلا من بول وليتو واعتقلت ابنته ذات الأربع سنوات اليا من قبل السارداكار واقتيدت إلى عاصمة الكوكب اراكين حيث قوات البارون التي تحاول جاهدة إفشال ثورة الفرمن تحت عناية ومراقبة الإمبراطور. لقد تفاجأ الإمبراطور بقوة اليا وثقتها المطلقة بأخيها الذي قد يكون هو نفسه بول اتردايس. في تلك اللحظات فإن بول وجيشه من الفرمن وتحت غطاء عاصفة رملية هاجموا المدينة ممتطين الساندوورمز، وبسبب ارتباك البارون جراء هذا الهجوم، استغلت اليا الفرصة لقتل البارون. في تلك الأثناء تمكن بول من اختراق دفاعات المدينة الأساسية وهاهو الآن يواجه الإمبراطور ويهدد بتدمير كوكب التوابل منهيا بذلك سطوة البيني جيزرت. دعا روتا فيد بول لمبارزة بالسكاكين في محاولة يائسة لوقف الإطاحة به ولكنه قتل !
إن بول قادر على فعل ما يريد وقد اجبر الإمبراطور على التنازل عن عرشه وتزويج ابنته ايرولان له. غير إن تشاني لم تكن سعيدة بهذا القرار، في حين إن بول قد اخبرها أنها حبه الوحيد. صعد بول على العرش وتمكن من السيطرة على اراكيس والتوابل لقد انشأ سلطة فريدة غيرت وجه الكون. غير انه ومع كونه إمبراطور الكون فإنه يدرك بأنه لن يستطيع إيقاف التحركات الجهادية التي رآها في أحلامه وان وضعه بين الفرمن ينمو للدرجة التي يستطيع إن يتحكم فيها.

## الشخصيات

### آل آتريديز
• دوق آتريديز: كبير عائلة آتريديز.
• الليدي جيسيكا بِني جيسيرِت: محضية الدوق، ووالدة بول وعالية.
• بول آتريديز: ابن الدوق.
• عالية آتريديز: أخت بول الصغرى.
• ظفير حواط (مِنتات): معلم القتل في آل آتريديز.
• جيرني هاليك: الشاعر والمحارب الموالي بقوة لآل آتريديز.
• دانكن آيداهو: تخرج من مدرسة جيناز وهو معلم السيف لآل آتريديز.
• ويلنجتون يولاه: الطبيب لآتريديز.

### آل هاركونن
• البارون فلاديمير هاركونن: كبير عائلة هاركونن.
• بيتر دي فاريس (مِنتات) المحتال
• فايد رايوثا: ابن شقيق البارون وولي عهده.
• قولسو رابان «الوحش»: يدعى رابان هاركونن أنه ابن شقيقه الأكبر.
• لاكين نافيد: نقيب في الحرس.

### آل كورينو
• شادوم كورينو الرابع: جلالة إمبراطور الكون المعروف (الإمبراليون).
• الأميرة أوريلان: ابنة الإمبراطور الكبرى ووريثته، وهي مؤرخة أيضًا.
• الكونت هسيمار فارنينغ: المخصى وراثيًا صديق الإمبراطور الأقرب، ويُعدّ رسوله والناصح له.

### بِني جيسيرِت
• الأم القسيسة جايوس هيلين موهايم: مدبرة الـبِني جيسيرِت، وكاشفة الحقيقة للإمبراطور.
• السيدة مارغريت فنرينغ: هي زوجة الكونت فنرينغ المنتمية للـبِني جيسيرِت.

### فرمِن
الـفرمِن كمجموعات:
• ستيلجار: فرمِن نائب رئيس القبيلة (الزعيم) للـفرمِن.
• تشاني: محضية بول من الـفرمِن.
• ليت كاينز: والد تشاني، شخصية مبجلة بين الـفرمِن وهو الباحث البيئي الإمبراطوري لكوكب أرَّاكس.

### المهربين
• إزمار تايوك: قائد عمليات التهريب، هو يقوم بعمل صداقاته وطلبياته في جورني هالاك مع رجاله الباقين على قيد الحياة.

## التحليل

### البيئة
عُرِفت رواية (كثيب) على نطاق واسع بالرواية الأولى لبيئة الكواكب. فبعد نشر رواية الربيع الصامت لـ راشيل كارسون عام 1962، بدأ كُتّاب الخيال العلمي يكتبون عن تغيرات البيئة وما يترتب على ذلك، وكانت (كثيب) أحد هذه الروايات عام 1965، غير أنها تميزت بأوصافها المعقدة عن حياة (أرَّاكس) والديدان الرملية العملاقة – التي تموت بالماء – إلى الديدان الصغيرة التي تشبه الفأر والتي تحيا بنسبة معينة من الماء، وكيف أن سكان هذا الكوكب «الفرمن» كافحوا لإيجاد نظام وسطيّ مع البيئة التي يعيشون فيها، وضحوا ببعض رغباتهم من أجل كوكب ملئ بالماء للحفاظ على الديدان الرملية المهمة في ثقافتهم.
وقد أعقب (كثيب) من حيث مكونها المعقد وبيئتها الفريدة العديد من روايات الخيال العلمي مثل بوابة إلى المحيط 1986 والمريخ الأحمر 1992. وأشار علماء البيئة إلى أن اشتهار (كثيب) كرواية تصور الحياة معقّدةً على الكوكب مقارنةً بالصورة الأولى للأرض من الفضاء والتي نشرت في نفس الوقت أثّرت بقوة على حركة البيئة وأدت إلى ظهور يوم الأرض العالمي.

### كثيب وسقوط الإمبراطوريات
في كتاب «التاريخ وتاثير التاريخ» لفرانك هيبرت من سلسلة كثيب 1992 قارن لورنزو دي توماسو أوجه الشبه بين رواية (كثيب) ورواية إدوارد قيبون (تراجع وسقوط إمبراطوية الرومان) إذ تُصور كلتا الروايتين السلطة الفاسدة وتأثيرها على الشعب، في مقابل شجاعة وتضحية المقاتلين.
ففي رواية (كثيب) يُوصف إمبراطور كوكب كيتن بالقائد الخاسر تأثيره على شعبه بسبب احتفالاته المفرطة وكثرة مصففي الشعر والتابعين له حتى أُطلق عليهم لقب «الطفيليات»، كما يُوصف البارون هيركونن بالفاسد المنحل ماليًا وجنسيًا، وفي رواية قيبون يُعلل تراجع وسقوط روما إلى سيادة المسيحية وكونها سببًا في ضعف جند الروم وجعلهم أكثر عرضة للهجوم.
وفي المقابل يتشابه مقاتلو الروايتين حيث امتاز مقاتلو الفرمن في (كثيب) بالتضحية فتركوا الانغماس في الملذات لأجل مجتمعهم، وكذلك مقاتلو الإمبراطور ساردوكار في رواية (قيبون) الذين كانت ثقتُهم بأنفسهم دافعًا لنجاحهم.

### أثر الثقافة العربية والإسلامية
عدد كبير من الكلمات في لغة الفرمن في (كثيب) مشتقة أو مأخوذة من اللغة العربية (مثال: erg من كلمة عرق والتي تم استخدامها كثيرا في الرواية) ولغة الفرمن أيضًا تحتوي على مصطلحات إسلامية مثل كلمة جهاد، مهدي، شيطان، وكذلك الحارس الشخصي لبول فدايكن حيث أنها مشتقة من كلمة فدائي. كما أن شخصية بول آتريديز تتسم ببعض ملامح الشخصية التاريخية ثوماس إدوارد لورنس. كغريب وجد طريقة للتأقلم مع أناس يعيشون في الصحراء ومن ثم قيادتهم بشكل عسكري.

### قضايا اجتماعية
تنتقد كاثي قور (كثيب) في كتاب (الأم لم تكن إنسان) موضحة أنه وبالرغم من أن الكتاب أعلى من شأن توجه الناس في العالم الصوفي إلا أن بروز شخصية الأنثى كان أقل من الذكر. وفي مراجعتها الأنثى في ثقافة الرواية نجدها تُلقى عليها أعباء محلية، وتَحصر التعبّد بدين الفتاة (بيني جيسرت) الذي يشابه الأديان القديمة القائمة على السحر، وتُصور النساء في هذا الدين بالمكرهات الخائفات من الرجال. اللاتي لا يستخدمن قواهن لمساعدة أنفسهن بل لمساعدة الرجال من حولهن وأقصى رغباتهن جذب الرجال لاتباع ديانتهن.
ففي بداية الرواية ينوه اختبار بيني بأن الرجال في العموم – وحشيون – لأنهم يفضلون وبلا عقلانية رغباتهم على العقل. وهذا يعزز من فلسفة هربرت أن الناس لم يخلقوا سواسية وإن كان هناك من تساوي فهو التساوي في العدالة والفرص والذي يفوق التساوي في القوى العقلية والجسدية والأخلاقية. وفي منتصفها ـ الرواية ـ نجد ربطـًا بين الجزء الأنثوي والآخرالذكوري في شخصية ابن جيسيكا الذي تطلب اقترابه المستمر من قوته تربيته تحت المظلة الأنثوية برعاية بيني جيسرت، والتي عملت لفترة طويلة في حكومة الظل، وكان لها عظيم الأثر على البيوت من زواجات أو انفصالات.
في حين تصف مرقري هورهان شخصية الأم جيسيكا بـ «الشخصية الأكثر إثارة في الرواية» وتشير إلى أنه برغم وصول ابنها إلى قوى غريبة بالنسبة للقارئ فإنها حافظت على الجزء الإنساني بداخلها ومن خلال الرواية يتبين لنا كيف تحارب لتبقى قوية في مجتمع ذكوري بالإضافة لاستطاعتها مساعدة ابنها لفهم قواه.
ويُعبّر الناقد الأدبي وراوي الخيال العلمي سامويل آر ديلاني عن استيائه من التصوير السلبي لمثليي الجنس الذي جاء مُجسدًا في شخص المنحرف بارون هاركونن.

### البطل والبطولة
صور الرواية صعود بطلها بول لحالة فوق بشرية، مُتبعةً مسارًا معينًا ومألوفًا للعديد من القصص التي تصف ولادة الأبطال بالرغم من الظروف السيئة التي تُلمّ بهم، وكيف يُواجهون مصادر الشرّ ويتغلبون عليها بعد فترة طويلة من المعاناة. وعليه فإن (كثيب) كانت رواية ممثلة لمجرى شائع في بدايات 1960 لرواية الخيال العلمي الأمريكية حيث مواصفاتها تتضمن شخصية تصل إلى مرحلة التأله بمفاهيم علمية، إذ تُصور (بول آتريديز) وقد اكتسب مرحلة من المعرفة تمكنه من الاستيلاء على الكوكب والمجرة وبالتالي تقديسه من قبل فرمين من أراكس كإله.
قال مؤلف الرواية فرانك هربرت في عام 1979: "ملخص الرواية: احذرو الأبطال، من الأفضل أن تعتمد على تحكيمك وأخطائك". وكتب في عام 1985 " كانت تهدف الرواية إلى فكرة القائد الناجح لأن رؤية الرواية تقول: "إن الأخطاء من قبل القائد (أو المفعولة باسمه) يتم تضخيمها حسب أعداد المتتبعين له بلا سؤال".
خوان آي بريتو-بابلوس قال: إن هربرت حقق نوعًا جديدًا من القوة الخارقة لبول، مما ميز الأبطال في هذه الرواية عن الأبطال في الروايات السابقة مثل سوبرمان وفان فوغت لـ جلبرت جوسين وأبعاد هنري كتنر. فبخلاف الأبطال السابقين الذين تلقو قوتهم الخارقة مفاجأة وعن طريق الصدفة، فإن بول قد تلقى هذه القدرات نتيجة لتطور شخصيته ببطء وألم. وبخلاف الأبطال في 1960 – الذين كانوا مختلفين عن الناس في عالمهم – كانت شخصيات هربت واقعية تحظى بقواها عن طريق «تطبيق نظريات وفلسفة صوفية». فبالنسبة لهربرت الإنسان العادي بإمكانه الحصول على مهارات قتال فائقة مثل: (الفرمنيون، العسكري جيناز، المجالد) أو قدرات عقلية عظيمة كـ (بيني جسرت، منتاتس، الملاحون).

### زين
في بداية حياته الصحفية تم تقديم هربرت إلى زين عن طريق اثنين من علماء النفس.
وخلال سلسلة كثيب وتحديدًا رواية كثيب استعار هربرت من زين مفاهيم الفرمن ـ إحدى البوذية ـ وهم الأقرب إلى مفاهيم زين، كما أن كثيرًا من اقتباسات هربرت تأثرت بروح زين.
كتب ـ زين ـ في (أصل كثيب):
أكثر ما أعجبني تصويره العلاقات مُحاكية لشكل كثيب، واعتماده على الرؤى المتشابكة والمتشابهة، وجعله التناقض الرئيسي مُتعلقًا برؤية الإنسان للزمن، حتى أن (بول) _ البطل _ صاحب هبة التنبؤ بالزمن قد حاول صنع معادلة حسابية للتنبؤ ولكنه لم ينجح لأن القدر يأتي مُفاجئًا مُتشابكًا. وذلك يشابه قول فلاسفة الكريتن: «كل الكريتن كاذبون».

## قالوا عن الرواية
التعليقات على الرواية في أغلبها كانت مبشرة، ويعتقد أنها حسب تصنيف بعض النقاد أفضل رواية خيال علمي، وقد وصفها أرثر كلارك -أحد كُتّاب الخيال العلمي- بأنها «فريدة ولا أعرف شيئًا يشابهها إلا ملك الخواتم».
بينما وصف روبرت هينلين هذه الرواية بأنها «قوية ومقنعة ومبتكرة». وتعدّ إحدى أثار الخيال العلمي الحديث بحسب ما كتبته صحيفة شيكاغو تريبيون في حين كتبت واشنطون بوست بأنها «تجسيد لعالم غريب ومتكامل وبتفاصيل أكثر من أي كاتب آخر في هذا المجال. رواية تحتوي بين طياتها جانبي الإثارة والفلسفة، هي فعلاً ظاهرة مدهشة للخيال العلمي».
ويمدح الجيس بادريس الرواية بحيوية تصويرها قائلاً: "الزمن يعيش، يتنفس، يتكلم، وكأن هربرت تشممه عبر أنفه" ولكنه يعتقد بأن النهاية جاءت سطحية ".
فيما كتبت تمارا هادلك: «إن الرواية غنية وبشكل متوازن من حيث المحتوى وليست كغيرها من الروايات التي ركزت على إحدى العناصر فقط كاللغة أو التاريخ أو العادات».

## الطبعة الأولى
تُعدّ طبعة شيلتون الطبعة الأولى من راوية (كثيب) ويبلغ طولها 9.25 إنش، يظهر في غلافها لوحة خضراء مزرقة بسعر $5.95 دولار، كما يظهر الناشر الكندي على صفحة حقوق النشر والتوزيع. وقد حازت على مبلغ $10,000 في المزاد لتكون بذلك أثمن رواية خيال علمي، على الرغم من وجود نسخ أخرى مشابهة لهذه النسخة كطبعة نادي الكتب.

## المحاولة الأولى لإخراج الرواية
في عام 1973 حصل منتج الأفلام أرثر بي جاكوب على حقوق فلمه المُمَثِّل لرواية (كثيب)، لكنه توفي قبل أن ينتهي الفيلم، وبسبب موته توقف الإنتاج عامان حتى قرر إكماله المخرج أليخاندرو جودورسكي، الذي سار على نفس المنهج مع آخرين وهم: الفريق الموسيقي متمثلاً في بروق روك (بينك فلود)، مصممو الشخصيات وهما الفنَانَيْن آتش أر جاجير وجين جيرويد، وطاقم التمثيل وأبرزهم سلفادور دالي، أورسون ويلز، غلوريا سوانسون، وأخرون. غير أن المشروع توقف في نهايته لأسباب مالية، وفي عام 1982 سقطت حقوق الفيلم بشراء المخرج الإيطالي دينو ديلارنتيس لها.

### فيلم من إخراجديفيد لينشفي عام 1984
أول فيلم ظهر لرواية كثيب في عام 1984 من إخراج ديفيد لينش، أي بعد صدور الكتاب بـ20 سنة. بالرغم من قول هربرت بأن في الكتاب ماهو أكثر غموضا وأكثر عمقا لترهيب صناع السينما، إلا أنه كان سعيداَ بالفيلم، بقوله «لقد فهموها. لقد بدأ كما في رواية كثيب، وأنا انصت إلى حواري من خلاله». المعدين للفيلم، لم تكن ردة فعلهم إيجابية إزاءه، قائلين «الفيلم كان مبهماَ لأولئك الذين لم يطلعوا على الكتاب، وسيخيب أمل المعجبين بطريقة تحريفه عن الكتاب».

### سلسلة قصيرة من إخراج جون هاريسون لعام 2000
في عام 2000، جون هاريسون أخرج رواية كثيب لهاربرت فرانك كسلسلة فيلمية قصيرة لأول مرة على قناة سكاي-فاي
وبحلول عام 2004، كان السلسلة الفلمية القصيرة لرواية كثيب تتصدر أعلى ثلاثة أفلام تقييما ومشاهدة على قناة سكاي-فاي.

### المستقبل المتغير
أعلن عن الفيلم الجديد في عام 2008 مستندين على الكتاب، من إخراج بيتر بيرج من إنتاج شركة بيرمونت بيكتشر. ريتشارد روبنشتاين وجون هاريسون (صاحبي السلسلة القصيرة للكثيب) أردا أن ينضم إليهما المنتج كيفن ميتشر -الذي قضى سنة كاملة ليضمن حقوق الملكية للفيلم من مالكي حقوق هربرت-
كما انضم إليهم أيضًا سارة أوبري ومايك ميسينا.
مجموعة من التقارير أكدت بأن المنتجين يتطلعون إلى «مخلصين متآلفين» للرواية، نظرًا للإمكانيات المحدودة والوقت القصير.
كيفن أندرسون (كاتب قصص الخيال العلمية) وبريان هربرت (ابن فرانك هربرت)، اللذان عملوا مع بعضهم لكتابة تتمة متعددة لرواية كثيب منذ عام 1999، والتي ارفقت مع المشروع.
وفي شهر أكتوبر لعام 2009، تخلى بيرج عن المشروع، والذي علق في وقت لاحق على ذلك «لم يكن ذلك بالشيء الجيد بالنسبة لأسباب مختلفة».
من ثم، مع مسودة لسيناريو من 175 صفحة، كتبت من قبل (جوشو ستمور)، قامت شركة (بارمونت) بالبحث بكل الإمكانات على مخرج جديد بإمكانه عمل ذلك الفلم بأقل من 175 مليون دولار.
وفي الرابع من يناير 2010، كتبت مجلة (العروض الاسبوعية) الأمريكية تقريرا فيه أن المخرج (برير موريل) وقع على الإخراج مع كاتب السيناريو (شيس بالمر)، وعمل على دمج مشروع (مورال) مع مشروع (زاتومير). وفي نوفمبر 2010، ظهر تقرير في موقع Deadline.com مفاده أن (مورال) تخلى عن المشروع، بالرغم من أن المشروع كان لا يزال قيد التنفيذ. وفي شهر مارس لعام 2011، تخلت شركة بارومنت عن خططها للعمل على إعادة إنتاج الفيلم.

### الكتاب الصوتي
في عام 1993، قامت شركة لتسجيل الكتب بإصدار 20 قرص صلب للرواية والتي سُجلت بصوت (جورج جوديل). وفي عام 2007، أعيدت تسجيل الرواية بصوت (سيمون فينس) مع مشاركة بعض الأصوات الأخرى (سكوت بريك)، و (اورلاغ كيسدي)، و (ايون مورتان) وآخرين غيرهم.

## التأثير الثقافي
لرواية كثيب التأثير الواسع في إلهام أصحاب المجالات المختلفة، في الموسيقى، والأفلام (خاصة أفلام حرب النجوم)، والتلفاز، والألعاب، والقصص المصورة الهزلية وحتى التيشرتات.
• قام فريق هزلي محلي في عام 1984 بعمل محاكاة هزلية ساخرة للرواية من إخراج (أليس وينر).
• وساعدت في إلهام المؤلف (ويلس ايفيرا مكونيلي) في القيام بعمل موسوعة للكثيب في نفس العام.
• ايرون ميدين فرقة روك-هيفي ميتل-، كتبت أغنية "لترويض الأرض " مستوحاة من رواية كثيب. وكانت هذه الأغنية عائقاً في ظهور باقي الألبوم "قطعة من العقل"، وكان العنوان الاصلي للأغنية «دون» أي كثيب. وبالرغم من ذللك، فقد رفض ممثل هربرت بالسماح لهم باستخدامه معبرا بذلك» فرانك هربرت لم يكن من محبي فرق الروك، وبالأخص من تصنيف هيفي ميتل، وخاصة فرق مثل ايرون ميدين.
• في عام 2009، قامت الفرقة الأمريكية دريم ثيتر – من النوع الموسيقي بروغريسف ميتل - باستعمال نفس الأغنية كأغنية الغلاف لألبومهم (غيوم سوداء وبطانة فضية) والتي أصدرت 3 أقراص له.
• رواية كثيب ألهمت أيضاً، فرقة دون الألمانية من تصنيف هابي هاردكور- والتي أطلقت عدة البومات ذات أغانٍ تتحدث حول رحلات الفضاء والكون.
• فرقة شاي هولود الأمريكية – من تصنيف بروجريسف ميتل- استوحت اسمها من دودة الأرض العملاقة في رواية كثيب.
• الحديقة العمياء الألمانية – من تصنيف بور ميتل- أصدرت أغنية «رحالة عبر الزمن» في عام 1991 في ألبومهم حكايات من دورة المياه والتي أساسها قائم على رؤية الماضي والمستقبل لشخصية بول تريدس في رواية كثيب.
• المغني البريطاني أيان لوفدي أو المعروف بـ أيوون – مصنف من تكنو للفنانين الموسيقيين وريف بوينير- استخدم عينات من ثيمات المخرج ديفيد لينش في فيلم كثيب في اغنيتين «التوابل» و«الخوف: قاتل الدماغ» لعام 1991. وأبرزه عام 1992 في ألبومه فويد دويلر،
• في أغنية لـ (فوتبي سليم) – دي جى، وموسيقي، ومنتج ألبومات- تدعى «أسلحة الاختيار» في سطر
«إذا مشيت دون أيقاع/ سوف تقوم بالتاثير على الدود...» مأخوذة من رواية كثيب.
• وألهمت الرواية فرقة الروك الألمانية جوليم –تصنيف ديث ميتل- المستوحاة من السلسلة الفيلمية القصيرة.
• رواية كثيب لها تأثير على فرقة 30 سكوندز تو مارس في اختيارهم اسم أول البوم لهم.
• لعبة الإنترنت «الأرواح الضائعة» والتي تتضمن عناصر خيالية مستمدة من الفيلم مثل الديدان العملاقة 
• أرماغدون (الشهير) لعبة على الإنترنت من نوع لعبة تقمص أدوار ويظهر فيه التأثر الواضح بأحداث فيلم كثيب.